# Cecil Day-Lewis

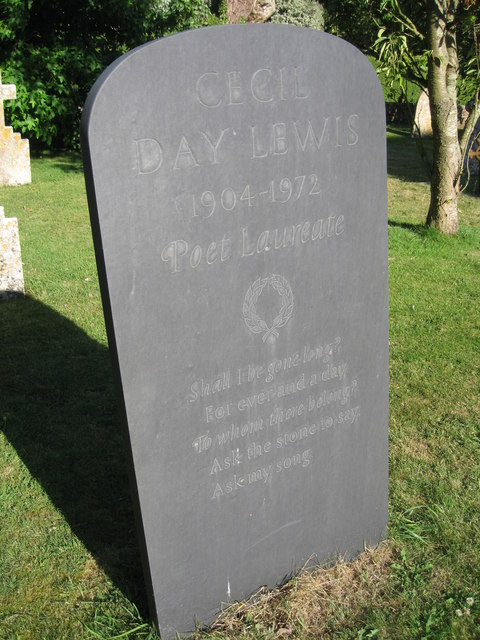
Grabstein von Cecil Day-Lewis

Cecil Day-Lewis CBE (* 27. April 1904 in Ballintubber, County Laois, Irland; † 22. Mai 1972 in London) war ein irisch-britischer Schriftsteller und Dichter, der zunächst sozialkritische Prosa schrieb und später Hofdichter wurde. Von 1935 bis 1966 schrieb er unter dem Pseudonym Nicholas Blake eine Reihe von Kriminalromanen.

## Leben
Day-Lewis war der Sohn von Frank Day-Lewis, einem Pfarrer der anglikanischen Church of Ireland. Er wuchs in Ealing und Edwinstowe auf.  Während seines Studiums am Wadham College der University of Oxford schloss er sich einem von W. H. Auden und Stephen Spender geprägten marxistischen Schriftstellerkreis an. Seinen ersten Gedichtband veröffentlichte er 1925. Nach Abschluss seines Studiums arbeitete er zunächst als Lehrer, bis er sich ab 1935 als freier Schriftsteller etablierte. Seinen Unterhalt sicherte er dabei vor allem mit dem Schreiben von Kriminalromanen unter dem Pseudonym Nicholas Blake. Sein Detektiv ist der exzentrische, literaturbewanderte Nigel Strangeways, dessen Onkel eine hohe Position bei Scotland Yard innehat. Bis 1966 schuf er eine Serie von 16 Romanen und mehreren Geschichten.
Dabei bediente er sich eines von T. S. Eliot inspirierten Idealismus und verfasste in einer von sozialen Unruhen geprägten Zeit Werke wie The Magnetic Mountain (1933), in denen er auch von zeitgenössischen Jargon-Redewendungen Gebrauch machte.
Nach dem Zweiten Weltkrieg löste sich Day-Lewis von der marxistischen Ideologie und wandte sich in seiner Dichtung den privaten Lebensbereichen zu. Von 1951 bis 1956 war er der Professor of Poetry an der Universität Oxford. Königin Elisabeth II. ernannte ihn 1968 zum Poet Laureate (Hofdichter), dessen Amt darin besteht, zu Hof- und Staatsfeierlichkeiten Gedichte zu verfassen.
Er heiratete 1928 Constance Mary King. Von ihr ließ er sich 1949/50 scheiden, nachdem er eine neunjährige teilweise öffentlich geführte Affäre mit der Autorin Rosamond Lehmann hatte. Danach heiratete er 1953 in zweiter Ehe Jill Balcon, die Tochter des britischen Filmproduzenten Michael Balcon; ihr gemeinsamer Sohn ist der Schauspieler Daniel Day-Lewis.
1966 wurde er als auswärtiges Ehrenmitglied in die American Academy of Arts and Letters gewählt.

## Werke (Auswahl)
als Cecil Day-Lewis
- The Buried Day. Poems. 2. Aufl. Chatto & Windus, London 1969.
- Jill Balcon (Hrsg.): Complete Poems. Sinclair-Stevenson, London 1992, ISBN 1-85619-130-3.
- The Lyric Impulse. Chatto & Windus, London 1965.
- The Magnetic Mountain. Hogarth Press, London 1933.
- Revolution in Writing. Haskell House Publishing, New York 1976, ISBN 0-8383-2115-1 (Nachdruck der Ausgabe London 1938).

als Nicholas Blake
- Akte Q – Streng geheim. Kriminalroman („Minute for murder“). Pinguin-Verlag, Berlin 1948.
- Das Biest. Kriminalroman („The beast must die“). Goldmann, München 1989, ISBN 3-442-04889-3.
- Ende des Kapitels. Roman („End of chapter“, 1957). Diogenes Verlag, Zürich 2000, ISBN 3-257-23133-4.
- Ein Engel soll sterben. Kriminalroman („The sad variety“). Goldmann, München 1967.
- Der geduldige Mörder. Rowohlt, Reinbek 1964 – siehe: Eine vertrackte Geschichte
- Mein Verbrechen. Roman („The beast must die“) Diogenes Verlag, Zürich 1997, ISBN 3-257-22931-3.
- Morgen nach dem Tod. Kriminalroman („The morning after death“). Goldmann, München 1988, ISBN 3-442-03276-8.
- Ein Patriarch verschwindet. Kriminalroman („The worm of death“). Rowohlt, Reinbek 1964.
- Der rätselhafte Leichnam. Kriminalroman („Head of traveller“). Pinguin-Verlag, Berlin 1950.
- Schuß ins Ungewisse („Long shot“).  Scherz Verlag, München 1972. Dies ist die titelgebende Kurzgeschichte einer Anthologie mehrerer Autoren.
- Scotland Yard reist mit. Kriminalroman („The widow cruise“). Goldmann, München 1967.
- Stimmen im Zwielicht. Kriminalroman („The whisper in the gloom“). Rowohlt, Reinbek 1963.
- Tat auf Tat. Kriminalroman („There's trouble brewing“). Goldmann, München 1969.
- Der Totenvogel. Kriminalroman („The deadly joker“). Scherz Verlag, München 1966.
- Eine vertrackte Geschichte. Roman („Thou shell of death“). Diogenes Verlag, Zürich 1996, ISBN 3-257-22861-9 (früherer Titel: Der geduldige Mörder)
- Was zu beweisen war. Roman („A question of proof“). Diogenes Verlag, Zürich 1999, ISBN 3-257-23113-X.
- Die Detektive von Otterbury. Kinderbuch („The Otterbury Incident“). Blüchert Verlag, 1954.

## Verfilmungen
- 1969 – Das Biest muss sterben